# Insight (serie de televisión)
Para la definición psicológica véase Insight (Psicología).
Insight es una serie de televisión estadounidense ganadora del Emmy, de la cual se produjeron 250 episodios desde 1960 hasta 1983. El programa presentaba dramas de media hora de duración que esclarecían la búsqueda contemporánea del significado de la vida, de la libertad, y del amor. Insight era una antología, y utilizaba un conjunto ecléctico de técnicas para contar las historias. Estas incluían a la comedia, el melodrama y la fantasía, siempre usados para explorar dilemas morales.
La serie fue creada por el sacerdote católico Ellwood E. "Bud" Kieser, el fundador de Paulist Productions. Como miembro de Paulist Fathers, una asociación evangelista católica, trabajó en Hollywood como productor, usando la televisión como vehículo para el enriquecimiento espiritual.
Insight fue nominada para el premio Emmy como Logro Sobresaliente en Programación Religiosa en 1972 y 1973, ganando la categoría en 1981 y 1984. La serie atrajo a una gran variedad de actores (incluyendo a Ed Asner, Jack Albertson, Beau Bridges, Patty Duke, Jack Klugman, Robert Lansing, Walter Matthau, Bob Newhart, John Ritter, y Martin Sheen), directores (como Marc Daniels, Arthur Hiller, Norman Lloyd, Delbert Mann, Ted Post, Jay Sandrich, y Jack Shea), y escritores (Rod Serling, John T. Dugan, Lan O'Kun, y Michael Crichton) para trabajar en ella.
Varios episodios de la serie pueden ser adquiridos de Paulist Press.